# Костолник
Костолник (словац. Kostolník) — річка в Словаччині, права притока Трстія, протікає в округах Миява і Нове Место-над-Вагом.
Довжина приблизно 16-17.9 км. Витік знаходиться в масиві Білі Карпати (схил гори Вільних) на висоті близько 540 метрів. Протікає територією сіл Поряд'є; Костолне; Грашне і міста Стара Тура.
Впадає в Трстіє на висоті приблизно 215 метрів.
Ліві притоки
- безіменні
- Павликів ярок

Праві притоки
- безіменний
- Жадовський потік